# Xexex
Xexex, conosciuto in Nordamerica col nome Orius, è un videogioco arcade fantascientifico, di tipo sparatutto a scorrimento orizzontale, pubblicato da Konami nel 1991. Nel 2007 è stato inserito nella compilation Salamander Portable per PlayStation Portable, distribuita solo in Giappone. Nel 2021 è stato reso disponibile su PS4 e Switch come parte della serie Arcade Archives.

## Trama
L'azione si svolge in un lontano futuro, dove i viaggi intergalattici sono una realtà ormai consolidata. Klaus, il giovane signore del pianeta Pachel Bell II, è tanto bello quanto malvagio. Rapisce Elaine, la principessa del pianeta E-Square, per farla sua con la forza. Ma egli mira anche al dominio dell'intero universo. Utilizzando i propri poteri telepatici, Elaine invia dal luogo di prigionia una richiesta di aiuto agli abitanti della Terra, che per salvarla creano allora l'astronave Flintlock, ricavata da un misterioso corpo energetico chiamato Flint, proveniente dallo spazio. Il pilota della Flintlock libera i pianeti già conquistati da Klaus e alla fine affronta lui in una spettacolare battaglia. Klaus muore nella distruzione della propria astronave ed Elaine può così far ritorno sul pianeta E-Square.

## Modalità di gioco
Il giocatore controlla l'astronave Flintlock, in grado di far fuoco con le proprie armi ma anche di attaccare utilizzando il Flint, che si comporta in modo simile ai tentacoli di X-Multiply.
I livelli del gioco sono 7, ognuno dei quali si conclude con un boss da affrontare.

## Differenze tra le versioni
Quando il gioco fu portato in Occidente, esso subì alcuni cambiamenti drastici nel gameplay. In linea di massima la versione occidentale si presenta più difficile rispetto a quella giapponese.
- Nella versione giapponese sono presenti potenziamenti per aumentare le capacità distruttive della Flintlock, conferire maggiore velocità, cambiare l'arma principale e persino dare al giocatore una vita extra, in aggiunta alle tre di cui dispone all'inizio (ma in tutte le versioni possono essere ottenute ulteriori vite al raggiungimento di determinati punteggi).

- Nella versione giapponese sono presenti in tutto 7 armi: il Proton Beam (l'arma standard) e le altre 6 armi ottenibili durante la partita (Homing Laser, Shadow Laser, Round Laser, Spiral Laser, Search Laser e Ground Laser). Nelle versioni occidentali invece é presente solo un'arma (il Proton Beam) che può venire potenziata un paio di volte.

- La versione giapponese utilizza un sistema a vite, con la Flintlock che può subire un solo colpo prima di disintegrarsi in pezzettini (come la Vic Viper nella serie Gradius); se questo accade, si perderà dunque una vita. Le versioni occidentali invece omettono il sistema a vite sostituendolo con una barra dell'energia: una volta che questa andrà esaurita, la Flintlock esplode e il gioco termina.

- Prima di iniziare un livello, nella versione giapponese il gioco incita con un messaggio ad attaccare il nemico. Mentre nelle versioni occidentali il gioco mostrerà il nome del pianeta in cui i giocatori si trovano.

- Nella versione giapponese è possibile giocare in due, alternandosi. Mentre nelle versioni occidentali è possibile giocare in due, ma simultaneamente. Il secondo giocatore controlla una Flintlock dallo stile differente e con il Flint arancione della versione giapponese. Mentre il primo giocatore avrà un nuovo Flint di colore blu.

- Nella versione giapponese dopo aver perso una vita, il giocatore verrà mandato nell'ultimo checkpoint raggiunto. Mentre nelle versioni occidentali, dopo aver continuato, il giocatore riprenderà la partita nel momento in cui ha perso.

- Nella versione giapponese quando si completa il gioco la prima volta, esso si ripresenterà una seconda volta con una difficoltà maggiore. Quando si completa il gioco anche la seconda volta, il gioco termina. Mentre nelle versioni occidentali il gioco si ripeterà infinitamente.

- Elaine nella versione giapponese si chiama Irene la Tias.

## Colonna sonora
I temi musicali portano la firma di quattro compositori: Hidenori Maezawa, Motoaki Furukawa, Satoko Miyawaki, Ayako Hashimoto.

## Doppiaggio
L'attrice Sumi Shimamoto presta la sua voce a Elaine.